# Vetlanda landskommun
Vetlanda landskommun var en tidigare kommun i Jönköpings län.

## Administrativ historik
Den inrättades ursprungligen år 1863 då 1862 års kommunalförordningar trädde i kraft genom att gamla Vetlanda socken i Östra härad i Småland delades upp i en borgerlig och en kyrklig kommun. 11 november 1887 inrättades ett municipalsamhälle inom kommunen, med namnet Hvetlanda municipalsamhälle.
Tätortsdelen bröts ut år 1909 för att bilda Vetlanda köping, varvid municipalsamhället upplöstes. Köpingen omvandlades år 1920 till Vetlanda stad. Landskommunen kvarstod, varför det därefter fanns två angränsande kommuner av olika typ, men med samma namn. Detta var ett då inte helt ovanligt förhållande.
Vid kommunreformen 1952 bildade den storkommun genom sammanläggning med de tidigare kommunerna Bäckseda och Näsby, för att 1971 tillsammans med Vetlanda stad och sex andra kommuner bilda nuvarande Vetlanda kommun.
Den 1 januari 1957 överfördes från Vetlanda landskommun och Bäckseda församling till Vetlanda stad ett obebott område omfattande en areal av 0,34 km², varav allt land.
Kommunkoden 1952–1970 var 0638.

### Kyrklig tillhörighet
I kyrkligt hänseende tillhörde kommunen Vetlanda församling, som var gemensam med staden. Den 1 januari 1952 tillkom Bäckseda och Näsby församlingar.

## Geografi
Vetlanda landskommun omfattade den 1 januari 1952 en areal av 187,87 km², varav 176,92 km² land. Efter nymätningar och arealberäkningar färdiga den 1 januari 1957 omfattade landskommunen den 1 november 1960 en areal av 187,05 km², varav 175,80 km² land.

### Tätorter i kommunen 1960
| Tätort           | Folkmängd |
| ---------------- | --------- |
| Ekenässjön       | 799       |
| Bäckseda         | 311       |
| Vetlanda, del av | 30        |

Tätortsgraden i kommunen var den 1 november 1960 41,4 procent.

## Politik

### Mandatfördelning i valen 1938–1966
| 2 | 10 | 6 | 3 | 2 |

| 21 |

| 2 | 9 | 7 | 4 | 1 |

| 23 |

| 2 | 6 | 8 | 4 |

| 19 |

|  | 13 | 13 | 6 | 2 |

| 35 |

| 2 | 13 | 11 | 6 | 3 |

| 35 |

|  | 13 | 13 | 5 | 3 |

| 35 |

| 14 | 13 | 6 | 2 |

| 33 |

| 13 | 13 | 5 |  | 3 |

| 34 |